# يمكن أن يحدث لك (فلم)
يمكن أن يحدث لك (بالإنجليزية: It Could Happen to You) هو فيلم كوميدي تم إنتاجه في الولايات المتحدة وصدر في سنة 1994. من بطولة نيكولاس كيج وبريجيت فوندا.

## الميزانية والإيرادات
حقق أرباحا تقدر بـ 37939757 دولار.

## وصلات خارجية
- مقالات تستعمل روابط فنية بلا صلة مع ويكي بيانات